# 多米尼克·富尔赫
多米尼克·富尔赫（捷克語：Dominik Furch，1992年12月26日—），捷克男子冰球运动员，场上位置是守门员。他曾入选2018年冬季奥林匹克运动会捷克男子冰球队名单，但并未上场参赛。